# Wiartel (gmina)
Wiartel – dawna gmina wiejska istniejąca w latach 1946–1954 w woj. olsztyńskim (dzisiejsze woj. warmińsko-mazurskie). Siedzibą władz gminy był Wiartel.
Gmina Wiartel powstała po II wojnie światowej na terenie tzw. Ziem Odzyskanych. 28 czerwca 1946 roku jako jednostka administracyjna powiatu piskigo gmina weszła w skład nowo utworzonego woj. olsztyńskiego. Według stanu z 1 lipca 1952 roku gmina była podzielona na 15 gromad: Ciesina, Hejdyk, Jaśkowo, Karpa, Karwica, Krzyże, Nowe Uściany, Piskorzewo, Pogubie Tylne, Spaliny Małe, Turośl, Wiartel, Wielki Las, Zamordeje i Zdunowo.
Gmina została zniesiona 29 września 1954 roku wraz z reformą wprowadzającą gromady w miejsce gmin. Jednostki nie przywrócono 1 stycznia 1973 roku po reaktywowaniu gmin.